# دوريس هيدبيرغ
دوريس هيدبيرغ (بالسويدية: Doris Hedberg)‏ هي لاعبة جمباز فني سويدية، ولدت في 18 فبراير 1936 في سكيلفتيا في السويد.

## وصلات خارجية
- دوريس هيدبيرغ على موقع أوليمبيديا (الإنجليزية)
- دوريس هيدبيرغ على موقع اللجنة الأولمبية السويدية (السويدية)